# Кюбах
Кюбах (нем. Kühbach) — ярмарочная община в Германии, в Республике Бавария.
Община расположена в правительственном округе Швабия в районе Айхах-Фридберг. Подчиняется управлению Кюбах.
По данным на 31 декабря 2015 года:
- территория — 3749,82 га;[4]
- население  — 4230 чел.;[5]
- плотность населения — 112,81 чел./км2;
- землеобеспеченность с учётом внутренних вод — 8864,82 м2/чел.

## Население
По оценке на 31 декабря 2015 года население общины Кюбах составляет 4230 чел. 

| Дата      | 1840 | 1871 | 1900 | 1925 | 1939 | 1950 | 1961 | 1970 | 1987 | 2011 |
| --------- | ---- | ---- | ---- | ---- | ---- | ---- | ---- | ---- | ---- | ---- |
| Население | 1477 | 1578 | 1706 | 1864 | 1718 | 2599 | 2382 | 2575 | 3165 | 4034 |

| Год       | 1960 | 1970 | 1980 | 1990 | 2000 | 2009 | 2010 | 2011 | 2012 | 2013 | 2014 | 2015 |
| --------- | ---- | ---- | ---- | ---- | ---- | ---- | ---- | ---- | ---- | ---- | ---- | ---- |
| Население | 2420 | 2610 | 2871 | 3305 | 3869 | 4033 | 4038 | 4095 | 4046 | 4143 | 4151 | 4230 |